# Hôtel de ville et de la Caisse d'épargne de Saint-Flour
L’hôtel de ville et de la Caisse d'épargne de Saint-Flour est un monument situé à Saint-Flour, dans le département du Cantal.

## Histoire
Le bâtiment, érigé entre 1893 et 1895 par l'architecte Grandin, démontre un effort d'intégration au contexte architectural préexistant. Grandin a opté pour l'utilisation de matériaux locaux et a adopté un style éclectique mêlant le néo-Renaissance, le néo-classicisme et des éléments médiévaux.
En 1910, la mairie est déplacée vers l'ancien palais épiscopal, acquis par la commune. La partie libérée est alors louée à l'administration des PTT par la Caisse d'épargne. Plus tard, des fresques sont exécutées de 1914 à 1916 par G. Souchon illustrant des épisodes de l'histoire de Saint-Flour. La Caisse d'épargne occupe le bâtiment jusqu'en 1997, date à laquelle elle transfère ses bureaux au 19, cours Spy-des-Ternes.

## Valorisation du patrimoine
Sous la propriété de Saint-Flour Communauté, le lieu a été désigné pour accueillir une Maison de l'Habitat ainsi qu'un Centre d'interprétation de l'architecture et du patrimoine (CIAP), dans le cadre de l'initiative Pays d'Art et d'Histoire.

## Protection
L'hôtel de ville et de la Caisse d'épargne de Saint-Flour est inscrit au titre des monuments historiques par arrêté du 19 mai 2003.